# Corinna (Maine)
Corinna es un pueblo ubicado en el condado de Penobscot en el estado estadounidense de Maine. En el Censo de 2010 tenía una población de 2.198 habitantes y una densidad poblacional de 21,51 personas por km².

## Geografía
Corinna se encuentra ubicado en las coordenadas 44°56′37″N 69°15′30″O / 44.94361, -69.25833. Según la Oficina del Censo de los Estados Unidos, Corinna tiene una superficie total de 102.18 km², de la cual 100.18 km² corresponden a tierra firme y (1.96%) 2.01 km² es agua.

## Demografía
Según el censo de 2010, había 2.198 personas residiendo en Corinna. La densidad de población era de 21,51 hab./km². De los 2.198 habitantes, Corinna estaba compuesto por el 97.18% blancos, el 0.27% eran afroamericanos, el 0.32% eran amerindios, el 0.23% eran asiáticos, el 0% eran isleños del Pacífico, el 0.09% eran de otras razas y el 1.91% pertenecían a dos o más razas. Del total de la población el 0.64% eran hispanos o latinos de cualquier raza.